# Улица Обороны (Ростов-на-Дону)
У́лица Оборо́ны — улица в центре города, одна из старейших в Ростова-на-Дону.

## История
В 1811 году по генеральному плану она оказалась в числе первых шести городских улиц. Тогда они все были безымянные. До 30-х годов называлась Рождественской, так как на неё выходила паперть собора Рождества Пресвятой Богородицы, перенесённого сюда в 1780 году.
Улица проложена от Братского переулка и заканчивается, упираясь в Ворошиловский проспект. От Братского до Будённовского движение по улице одностороннее, в западном направлении. От Будённовского до Семашко улица проходит по территории Центрального рынка и является пешеходной. Дома на улице нумеруются от Братского переулка.

## Архитектура зданий
| Номер дома | Изображение | Архитектура |
| ---------- | ----------- | --- |
| 29         |             | Здание построено в 1980-е года в стиле эклектика. В его оформлении использованы мотивы и элементы классицистического декора. В композиции главного фасада выделена центральная раскреповка с въездом, фланкированная с поэтажными пилястрами с рустами, завершёнными во фризе триглифами. Декоративное решение пилястр здания аналогично пилястрам раскреповки. Архитектурно-художественный облик здания формирует: горизонтальная рустовка стен первого этажа и раскреповки; подоконные ширинки и филёнки; декоративные замковые камни над проёмами первого этажа; контрналичники; треугольные и дугообразные сандрики на консолях окон второго этажа; междуэтажная и подоконные тяги; венчающий карниз и два балкона фланкирующие раскреповки. Утрачены нижние части первоначального заполнение полотен ворот, балконы, элементы парадного входа справа от раскреповки, жалюзийные вставки. |
| 48         |             | Здание построено в конце XIX века в стиле эклектика. Доходный дом Мыльцына относится к памятникам гражданской архитектуры XIX века. Здание расположено на перекрёстке улиц Обороны и Семашко. Одним из владельцев здания был Федор Иванович Мыльцин. Мыльцин торговал зерном и занимался банковским делом. Около 30 лет он работал в городском общественном банке, где большую часть времени занимал должность директора. Был почётным гражданином Ростова-на-Дону, занимался благотворительностью. В 1913 году стало известно, что Федор Мыльцин мог быть причастным к растрате средств, в связи с чем, он перестал быть директором банка. Здание двухэтажное, кирпичное, с многоскатной крышей. Его архитектурный стиль дома характерен для особняков, которые строились в Ростове-на-Дону до революции 1917 года. На первом этаже располагалось торговое заведение. Дом украшен элементами неоклассического направления эклектики. На крыше в центре и по бокам имеется аттик. Первый этаж дома рустован. Здание имеет межэтажный карниз, венчающий карниз с зубчиками, окна второго этажа полуциркульные с замковым камнем. Парадный вход в здание расположен на его углу. Здание имеет многоуровневые подвалы, уходящие глубоко под землю. |
| 50         |             | Дом построен в 1880-е годы. В оформлении его использованы приёмы и декор, характерные для неоклассического направления эклектики. В композиции фасада выделены крайние раскреповки, западная-акцентирует парадный вход. Архитектурно-художественный облик фасада определяет штукатурный и каменный декор: подоконная тяга, карниз с сухариками, рустованные лопатки раскреповок, ложные люнеты над крайними проёмами, обрамление окон профилированными наличниками и прямоугольными сандриками на декоративных кронштейнах. Дом объединён с ранее возведённой постройкой с кирпичными воротами с арочным проездом и калиткой. Своеобразие фасаду предают геометрические вставки в верхней части наличников и ряды мелких зубчиков на сандриках. Заменены полотна парадных дверей, оконные переплёты, пристроен вход в подвал, разрушено завершение аттика над парадным входом. |
| 52         |             | Здание построено в 1870-е годы в неоклассическом стиле. Фасад решён просто и лаконично. Архитектурно-художественный облик здания определяют: рустовка первого этажа, оконные проёмы, оформленные на первом этаже профилированными наличниками; на втором — декоративными лопатками и сандриками сложной конфигурации, а также подоконные ниши, украшенные филёнками и розетками; подоконные и междуэтажные тяги, антаблемент, фриз которого оформлен ширинками и др. |
| 60         |             | Здание построено в середине 19 века, предположительно с использованием образцового проекта. В конце 19 века пристроен коридор к восточному торцу и выполнено новое убранство фасада. Архитектурно-художественный облик фасада формируют классицистический лепной декор: рустовка цокольного этажа, профилированные наличники квадратных окон, обрамление высоких окон основного этажа наличниками и контрналичниками в виде коринфских пилястр с дугообразными фронтонами; подоконные ниши, профилированный карниз, ионические пилястры над парадным входом и на противоположном крае фасада, междуэтажная тяга. Своеобразие фасада придаёт многочисленный лепной декор, вставки цветочного и растительного орнамента в тимпанах фронтонов и в подоконных нишах, орнаментальный пояс под фризом и пальметки под ним, полосы из бляшек на стволах ионических пилястр и др. |
| 62         |             | Здание построено в середине 19 века. Стилистические особенности дома позваляют предложить, что при его возведении использовался образцовый проект начала века. Строгий и лаконичный облик здания формирует классицистический штукатурный декор: профилированные наличники квадратных окон первого этажа, окна второго — с подоконными нишами и ложными монетами в обрамлении широких архивольтов, тяги в основании люнетов и междуэтажная тяга, венчающий профилированный карниз. К западному торцу пристроен деревянный коридор со входом и деревянной междуэтажной лестницей. На восточном фасаде заложен арочный проезд, на северном — оконный проём, заменена часть сконных переплётов. Штукатурка стен и декор имеют значительные утраты. На восточном фасаде по карнизу и над окнами наблюдаются трещины, что свидетельствует о неудовлетворительном техническом состоянии постройки. |
| 99         |             | Здание построено в конце 19 века. В оформлении его использованы приёмы кирпичный и штукатурный декор, характерный для классицизма и древнерусского зодчества. В композиции фасадов доминируют крайние раскреповки, акцентирующие проезд и парадный вход. На втором этаже они оформлены декоративными портиками, увенчанными аттиками с центральными медальонами. Архитектурно-художественный облик здания формирует: подоконные и междуэтажные пояса, широкий профилированный карниз; рустовка и декоративные замки окон первого этажа, обрамление окон второго — наличники и сандрики, подоконные ниши второго этажа с филёнками, капители и базы полуколонн раскреповок в виде кубышек, модульоны под карнизом портиков, декоративные кронштейны в их основании и др. Облик фасада выполняли сетчатые полотна ворот в проезде и филёнчатые двери с призматическими накладками. Повреждены завершения аттиков. Заменён балкон. На окнах утрачены наружные ставни — жалюзи. По дворовому фасаду сохранилась деревянная галерея на стойках с навесом. |
| 103        |             | Здание построено в конце 19 века. Впоследствии к западному торцу его пристроен кирпичный коридор с парадным входом и балконом над ним, оформленный в едином стиле с фасадом; в северном направлении здание расширено двухэтажной пристройкой. Архитектурно-художественный облик дома формирует кирпичный декор: подоконные пояса, профилированный карниз, междуэтажный пояс с зубчиками, рустованные лопатки и подоконные ниши второго этажа с филёнками, обрамление окон штукатурными профилированными наличниками, дополненными на первом этаже дугообразными сандриками, на втором — прямоугольными. Сохранилась парадная трёхстворчатая филёнчатая дверь, украшенная призматическими накладками и профилированными калевками. Разобран балкон над парадным входом, заменены его дверные полотна. По фасаду в зоне примыкания коридора образовалась трещина, связанная с неравномерностью осадки разновременных построек. Утрачены ставни на окнах обоих этажей. Штукатурные наличники и кирпичный декор имеют значительные повреждения. |